# Seonet
Seonet (fundada en 2005 en Buenos Aires, Argentina) es una compañía privada de comunicación y publicidad en línea. Fundada por Pablo Suárez, es una de las primeras agencias de marketing en línea de Argentina, y trabaja en los mercados de América y Europa. Seonet ofrece estrategias digitales, campañas publicitarias, posicionamiento SEO, redes sociales y diseño web, entre otros.

## Historia
Seonet fue fundada en 2005 en Argentina por Pablo Suárez, quien es su actual CEO. Junto con Suárez, se encuentra Raúl Suárez, socio y director comercial de Seonet. La empresa ha sido una de las primeras dentro del marketing en línea en el país desde su fundación. A lo largo de los años, se dedicó a la publicidad en internet tanto en Argentina como en otros países de Latinoamérica, Estados Unidos y España.  Además, ha recibido reconocimiento como una de las agencias destacadas en el ámbito del marketing digital en Argentina.

## Servicios
Seonet ofrece servicios tales como estrategias de contenido, campañas de Google Ads, posicionamiento SEO, compra programática, email marketing, publicidad en redes sociales (como TikTok, Instagram, Linkedin y Facebook), diseño web orientado a buscadores (SEO) y comercio electrónico.

## Premios y reconocimientos
En 2019, Seonet participó en los "Google Premier Partners Awards" y recibió un reconocimiento en la categoría de Excelencia en Búsqueda (Search Excellence) para Latinoamérica. Este premio se concede a las agencias que han demostrado un uso eficiente y efectivo de las campañas de búsqueda de Google Ads. Para aumentar la calidad de los servicios de estas agencias, Google creó el programa Google Partner, mediante el cual certifica a las agencias habilitadas para administrar campañas de Google Ads. Dentro de dicho programa, destaca a las agencias sobresalientes con la categoría Google Partner Premier.